# Johann Renner
Johann Renner, Johannes Renner (Tecklenburg, 1525 – Bréma, 1583) német krónikaszerző.

## Élete
1554-ben közjegyző volt Speyerben. 1556 és 1560 közt Livóniában a Német Lovagrendnél dolgozott. 1561-ben az északi-tenger melletti kniphauseni uradalom intézője volt. 1562-ben a Brémai Dóm káptalanának titkára lett. 1564 és 1566 közt ismét közjegyző volt Speyerben. 1567-1568 körül visszatért Brémába, a város tanácsa alkalmazta, a brémai óvárosban, a Sögestraße-n lakott. Nős volt, több gyermeke született. 
Krónikásként 1580-ig írta meg Liflandische Historie című munkáját, amely nyomtatásban csak 1872 és 1876 közt jelent meg. E munka tartalmazza Bartholomäus Hoeneke verses munkájának (a Livóniai Verses Krónika későbbi változata) prózai átiratát, amely a mű egyetlen fennmaradt emléke, mivel az eredeti verses mű elveszett. 
Chronica der Stadt Bremen című munkája szintén 1580-ig dolgozza fel a város történelmét, e művet később 1583-ig bővítették. A brémai állami levéltáros Hermann Post (1693-1762) e munkát egészítette ki Bréma történetének vázlataként 1754-ig. Renner Chronikon der löfliken olden Stadt Bremen in Sassen című műve szintén 1583-ig dolgozza fel az eseményeket. E munkája alnémet nyelven íródott, s veje és orvosa, Johann Nannover fordította le németre 1624-ben.

## Munkái
- Joh[ann] Renners Livländische Historien und die jüngere livländische Reimchronik, 1. rész, szerk: Konstantin Höhlbaum, Göttingen, 1872 online
- Johann Renner's Livländische Historien, 2. rész, szerk: Richard Hausmann és Konstantin Höhlbaum, Göttingen, 1876
- Livländische Historien: 1556-1561, szerk: Peter Karstedt, Lübeck, 1953
- Chronica der Stadt Bremen, szerk: Liselotte Klink, Bremen, 1995
- Chronicon, Der Löfliken olden Stadt Bremen, in Sassen, so vele de vornemesten Geschichte, de sich im Ertzstiffte und der Stadt Bremen togedragen hebben, belanget dem Jar talle nach in dudesche verß veruatet, Dieterich Glüichstein, Bremen, 1583 online Archiválva 2021. április 15-i dátummal a Wayback Machine-ben
- Chronicon, Der Löflichen olden Stadt Bremen, in Sassen, So vele de vornehmesten Geschichte, de sich im Ertz-Stiffte und der Stadt Bremen thogedragen hebben, belanget, Dem Jahr-Talle nach in dudesche Vers vervatet, Bremen: Wessel, 1642, utánnyomás: Stade: Holwein, 1717 online

## Fordítás
- Ez a szócikk részben vagy egészben  a   Johann Renner (Chronist) című német Wikipédia-szócikk ezen változatának fordításán alapul.  Az eredeti cikk szerkesztőit annak laptörténete sorolja fel. Ez a jelzés csupán a megfogalmazás eredetét és a szerzői jogokat jelzi, nem szolgál a cikkben szereplő információk forrásmegjelöléseként.